# Delta-K

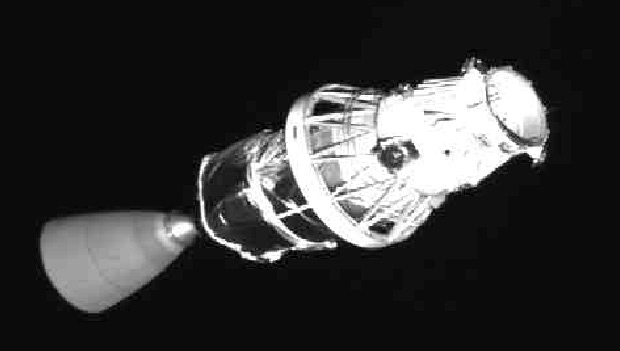
Zużyty człon Delta-K pozostawiony na orbicie okołoziemskiej

Delta-K – górny człon rakiet Delta 3000, Delta 4000, Delta 5000 i Delta II. W przeciwieństwie do innych stopni serii Delta napędzanych silnikiem AJ-10 różnił się rodzajem paliwa. Zamiast mieszanki UDMH i HNO3 wykorzystywał mieszaninę Aerozine 50 i N2O4.